# Модрикача
{{Taxobox
| image = Lepista nuda LC0372.jpg
| image_caption = Wood blewit (Lepista nuda)
| image_width = 234px
| regnum = 
| divisio = 
| classis = 
| ordo = 
| familia = 
| genus = 
| species = 
| binomial = 
| binomial_authority = (Bull.) H.E.Bigelow & A.H.Sm. (1969)
| synonyms_ref = 
| synonyms = -{Agaricus nudus Bull. (1790)

Cortinarius nudus (Bull.) Gray (1821)

Gyrophila nuda (Fr.) Quél. (1886)

Lepista nuda (Bull.) Cooke (1871)

Tricholoma nudum (Bull.) P.Kumm. (1871)

Rhodopaxillus nudus (Bull.) Maire (1913)
Tricholoma personatum var. nudum (Bull.) Rick (1961) }-
}}
Модрикача (лат. Clitocybe nuda) је јестива гљива. Најчешће се налази и у четинарским и у листопадним шумама са дубљим слојем иглица, односно лишћа. На голој земљи узалуд је тражити. Расте у скуповима, често и у круговима. То је једна од најчешћих гљива у нашем пордучју, често и у енормним количинама.

## Клобук
Клобук је величине 7-18 cm, јастучасто испупчен, па све спљоштенији, понекад и удубљен, са плитком и широком избочином. Руб је дуго подврнут, касније готово изравнат, често валовит или жљебаст. Кожица је глатка (тек под лупом слабо попрашена), може се згулити и веома је танка. Млађи клобук је плавољубичаст, лила или чак блиједолико ружичаст, односно боје меса, затим постаје све више смеђ, и то почевши од тјемена према рубу, у тону тамније.

## Листићи
Листићи су са ужим јарком прирасли, понекад наоко равни, танки, густи, широки 5-7 милиметара. Оштрице су у млађих цијеле, у старијих зупчасте или нагризене, истобојне су тј. Плавољубичасти, живље и редовитије него клобук. Старије иблјеђују у глиненосмеђе тонове.

## Отрусина
Отрусина је кремружичаста.

## Стручак
Стручак је 5-10/1-3 cm, ваљкаст, према дну мало дебљи, понекад готово булбозан. Љубичаст је, преко тога бијело прашњав (тај свијетлији слој може се прстом скинути)  и поглавито, у горњој половици уздужно испруган, чак и изрбаздан. Кора је влакнаста и тврда, језгра спужвасто-мека, поготову при дну, које се често расипа.

## Месо
Месо је сивкастобијело, но већином прожето љубичастим, а са старењем посмеђује, доста водњикаво и код старијих често проводњено; некад дебље, некад тање, еластично-меко. Благог је укуса, сложеног мириса: на кексе, љубичице и свјеже резано дрво, и тада угодно – но у нашим крајевима се јавља једна четинарска раса која мирише на оштро на прашину.

## Јестивост
Модрикача је укусна, ароматична и издашна. Прија на све могуће начине. Изванредно се лако и суши.

## Сличне врсте
Неке нејестиве љубичасте копренке могу јој доста наликовати, но све оне имају копрену која на стручку оставља барем неколико влакана што посмеђе од отрусине.  Лажна модрикача (Lepista sordida Fr.), лоших конзумних квалитета, мања је, расте већином у грмовима и на згариштима, има прљаво сивосмеђе тјеме, тамније од остале површине. Такође има и лош мирис. Љубичаста модрикача (var. Iilaceus Quel), има уједначено тамнољубичаст клобук и знатно је мања. Смеђа модрикача (var. tridentinus Sing), има, напротив, и млада и старија потпуно смеђ клобук. И ови варијетети су јестиви.